# The Royal Bank of Scotland

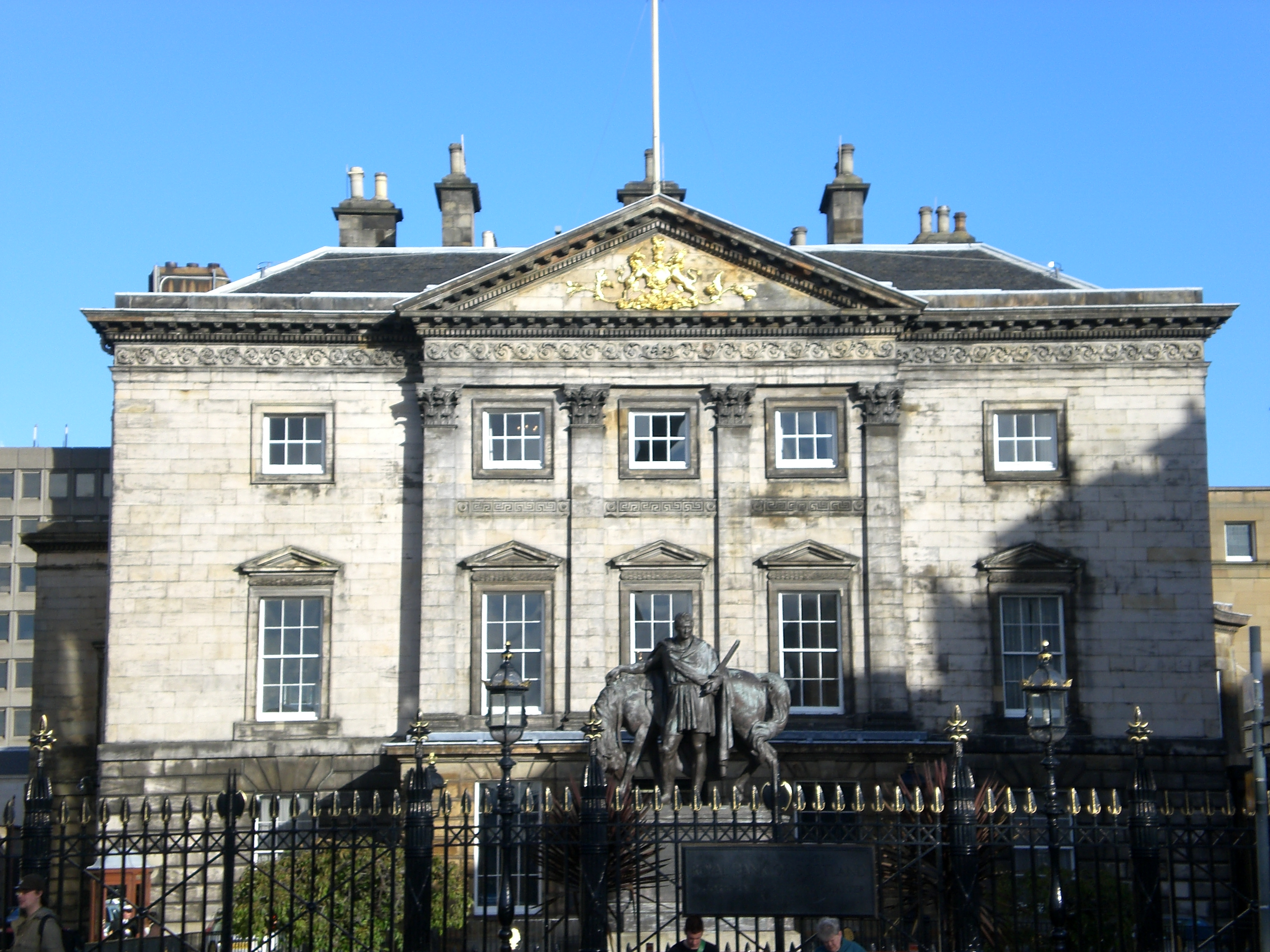
Центральний офіс банку на St Andrew Square, Единбург.

The Royal Bank of Scotland plc (укр. Королівський Банк Шотландії; шотл. гел. Banca Rìoghail na h-Alba, шотл. Ryal Baunk o Scotland) — другий за величиною британський банк, що надає послуги на території Сполученого Королівства та Ірландії. Заснований 1727 року. Входить до числа трьох шотландських банків, уповноважених на випуск банкнот.
Група RBS включає такі бренди, як RBS, National Westminster Bank, Ulster Bank, Coutts, Citizens та інші компанії, що надають фінансові послуги.
Банк спеціалізується на послугах у галузі боргового фінансування, транзакційних та послугах з управління ризиками. Після відокремлення основного бізнесу Групи на внутрішньому ринку банк став прямою дочірньою компанією NatWest Holdings у 2019 році. NatWest Markets включає в себе інвестиційно-банківський підрозділ Групи. Щоб надати йому юридичної форми, колишній підрозділ RBS був перейменований на NatWest Markets у 2018 році; водночас Adam and Company (який мав окрему банківську ліцензію PRA) був перейменований на Королівський банк Шотландії, при цьому Adam and Company залишиться брендом приватного банкінгу RBS до 2022 року.

## Відділення
RBS має понад 700 відділень, в основному в Шотландії. Серед іноземних: Австрія, Бельгія, Чехія, Данія, Єгипет, Фінляндія, Франція, Німеччина, Греція, Італія, Казахстан, Люксембург, Нідерланди, Норвегія, Польща, Катар, Ірландія, Румунія, Росія, Словаччина, ПАР, Іспанія, Швеція, Швейцарія, Туреччина, Об'єднані Арабські Емірати, Австралія, Китай, Гонконг, Індія, Індонезія, Японія, Корея, Малайзія, Сингапур, Таїланд, Канада, Мексика, Сполучені Штати.

## 2007— пік розвитку банку
У 2007 році операційний прибуток RBS сягнув £ 10,3 мрлд., а кількість персоналу — 170 000 працівників.
Наприкінці року консорціум здобув перемогу в боротьбі за нідерландського конкурента, ABN AMRO. Після операції банк став шотландсько-нідерландським, проте це поглинання посилило нестачу капітальних резервів.

## Криза
Прорахунки керівництва RBS, перш за все CEO Фреда Гудвіна, зіграли важливу роль у фінансовій кризі 2008—2009 років, що, разом із макроекономічними факторами, дало поштовх надзвичайно важкій рецесії у Сполученому Королівстві з часів Другої світової війни.
Британська держава була вимушена виділити на порятунок RBS £ 45 млрд., у тому числі придбати 58 % акцій групи за 15 млрд. У результаті частка UK government у статутному капіталі RBS зросла і становить зараз 82 %.
|  | RBS став символізувати все те погане, що сталося у британській економіці за останнє десятиліття. Оригінальний текст (англ.) RBS came to symbolize everything that went wrong with the British economy over the last decade. - Finance Minister George Osborne — канцлер скарбниці Великої Британії Джордж Осборн |

У результаті Фред Гудвін позбувся лицарського звання, на посаді CEO його змінив Стівен Гестер, а того у 2013 році — новозеландець Росс МакЮен, який раніше керував департаментом рітейл-банкінгу.
Незважаючи на те, що 2012 рік приніс банку обнадійливі новини щодо збільшення операційних прибутків у першому кварталі, у 2013 році знову настав час репутаційних утрат: британські і американські регулятори наклали на RBS штраф у розмірі $ 615 млн. за маніпуляції зі ставкою міжбанківського кредитування LIBOR.
Тут же понад 12 тис. акціонерів RBS подали колективний позов до лондонського суду проти банку і його директорів, включаючи екс-CEO Фреда Гудвіна. Ціна позову — близько £ 4 млрд.

## Вихід з кризи
По завершенні ІІ кварталу 2014 року RBS неочікувано прозвітував про прибуток у розмірі £1 млрд. Це означає, що болісна реструктуризація установи почала приносити свої плоди і реприватизація може відбутися швидше, ніж очікувалося.
У листопаді 2014 RBS погодився виплатити $634 млн штрафів і компенсацій за спроби маніпуляцій курсами валют в 2008—2013 роках.
Перше півріччя 2015 банк закінчив з чистим збитком у розмірі £153 млн, при тому що другий квартал усе-ж вийшов на прибуток £293 млн. Капіталізація компанії покращується.
За даними стрес-тестів, проведених центробанком Англії у 2015 році, RBS все ще показав себе одним із найслабших.
Стрес-тести 2016 року показали недостатність капіталу в RBS та ще двох британських банках. У зв'язку з цим банк буде скорочувати свої витрати і продавати активи.
На початку 2018 року The Royal Bank of Scotland Group оголосив про свої плани реструктуризації, щоб відповідати новим загальнобританським правилам щодо відокремлення роздрібних банківських операцій від більш ризикованих інвестиційно-банківських операцій. В рамках цієї реструктуризації всі роздрібні банківські активи існуючого Королівського банку Шотландії були передані компанії Adam and Company, яка в процесі перейняла назву Королівського банку Шотландії. Adam and Company продовжила свою діяльність як бренд приватного банкінгу RBS у Шотландії, так само, як і компанії Messrs Drummond and Child & Co. в Англії.